# Карл Філіпп Емануель Бах
Карл-Філі́пп-Емануе́ль Бах (нім. Carl Philipp Emanuel Bach, 8 березня 1714 — 14 грудня 1788) — німецький композитор і музикант, другий з п'яти синів Йоганна-Себастьяна Баха і Марії-Барбари Бах. Відомий також як Берлінський або Гамбурзький Бах. Один із засновників класицизму в музиці.

## Життєвий і творчий шлях
Карл-Філіпп-Емануель Бах народився у Веймарі. У 10-річному віці був відданий у школу св. Томи у Лейпцизі (1723 року його батько став кантором цієї школи і церкви святого Томи). Після школи Карл Філіпп Емануель вивчав юриспруденцію в Лейпцизькому університеті (1731) і в Університеті у Франкфурті-на-Одері (1735). 1738 року, у 24-річному віці, отримав ступінь, але відразу ж залишив кар'єру юриста й присвятив себе музиці.
Через кілька місяців він за рекомендацією Сільвіуса Вайса поступив на службу до Фрідріха II Прусського, тоді кронпринца, і після його сходження на престол став членом королівського двору. До того часу Карл-Філіпп став одним з найвідоміших клавірних виконавців, а серед його творів (починаючи з 1731 року) було вже більше 30 клавірних сонат і концертних творів. Карл-Філіпп-Емануель написав два цикли сонат, присвятивши їх Фрідріху й герцогові Вюртембергському. Ці твори допомогли йому в одержанні посади придворного музиканта.
Під час життя в Берліні він написав магніфікат (1749), у якому вплив Йоганна-Себастьяна стає помітнішим. Там само він склав Великодню кантату (1756), 10 симфоній, багато концертів для клавесина, гобоя, флейти й віолончелі з оркестром, як мінімум, 3 томи пісень, кілька світських кантат, а також численну кількість клавірних творів, зокрема близько 200 сонат. Одночасно публікація написаної ним праці про гру на клавішних інструментах «Versuch über die wahre Art das Clavier zu spielen» («Проба правильного способу гри на клавірі»), що до 1780 року була тричі перевидана, принесла Карлу Філіппу велику популярність як педагогові й теоретикові гри на інструменті. Ця праця вплинула на його сучасників і лягла в основу методів Клементі і Крамера.
1768 році Бах змінив Ґеорґа-Філіппа Телемана на посаді капельмейстера в Гамбурзі. З цього моменту він більше уваги приділяв церковній музиці. У наступному році він написав ораторію «Ізраїльтяни в пустелі», а між 1769 й 1788 роками створив більше 20 пасіонів і близько 70 кантат, літаній, мотетів й інших творів на духовну тематику. Карл-Філіпп-Емануель помер у Гамбурзі 14 грудня 1788 року.

## Оцінка творчості

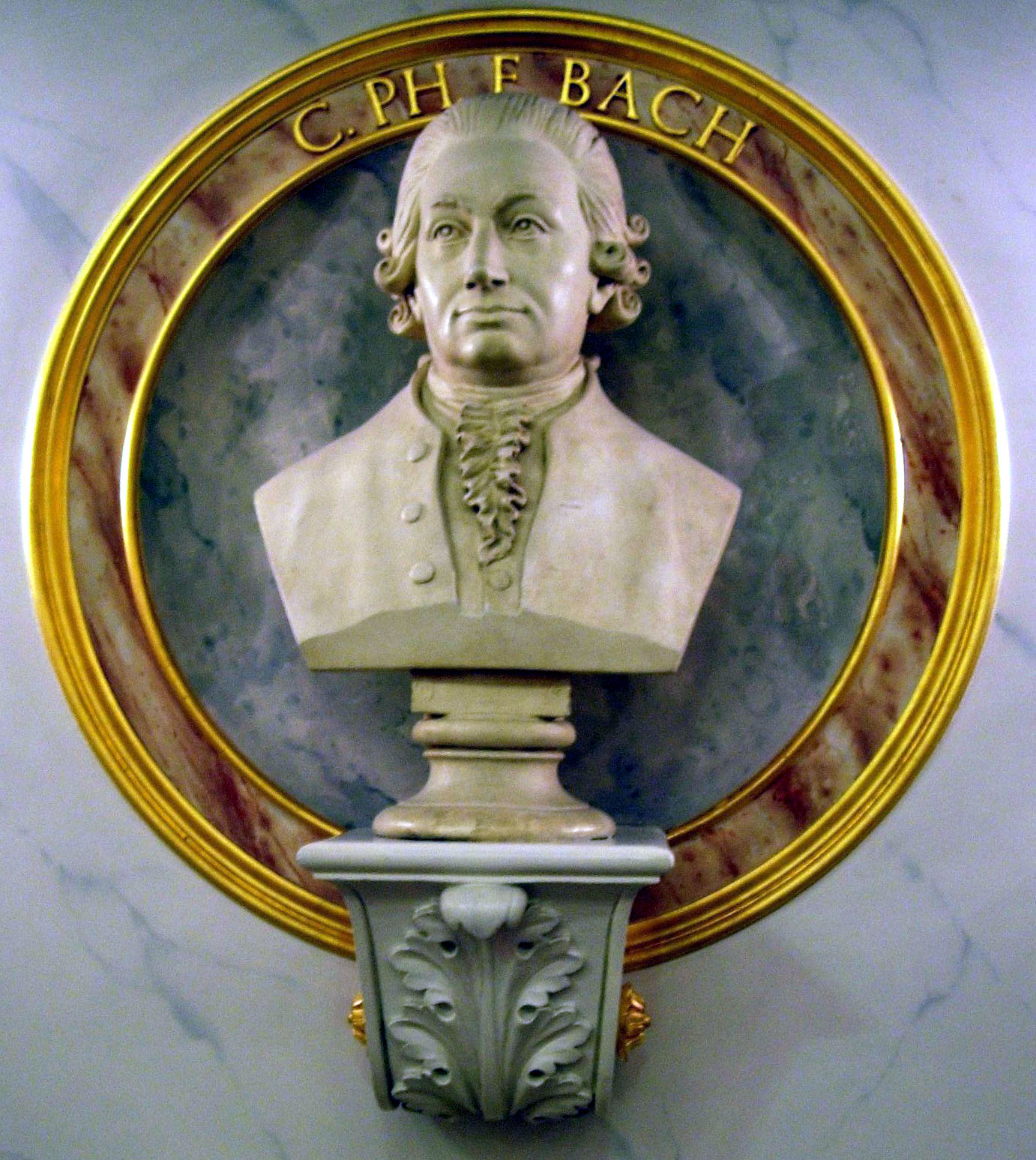
Бюст К. Ф. Е. Баха у Берліні

У другій половині XVIII століття Карл-Філіпп-Емануель був дуже відомий. Карла сучасники звали «великим Бахом», а не його батька, творчість якого тоді була відома лише вузькому колу музикантів. Йозеф Гайдн якось сказав: «Тим, чого я навчився, я зобов'язаний Філіппу-Емануелю Баху». Вольфганг Амадей Моцарт промовив: «Він наш батько, ми всі його діти; всім, що тільки вміємо, ми зобов'язані йому». Таку популярність Карл-Філіпп заслужив в основному завдяки своїм клавірним сонатам, які відкрили важливу епоху в розвитку музичних форм. Ці сонати відрізняються свободою і різноманіттям у будові; вони відрізняються від творів як Італійської, так й Віденської шкіл, наближаючись скоріше до циклічних й імпровізаційних форм, які стали стандартом кілька поколінь по тому.
Його твори повні винахідливості й непередбачуваності, вони насичені широким спектром емоцій. Карл Філіпп Емануель вплинув на композиторів північної німецької школи, зокрема, на Ґеорґа-Антона Бенду, Ернста-Вільгельма Вольфа, Йоганна-Готфріда Мютеля і Вільгельма-Фрідріха Руста. Його вплив видно й у творчості більш далеких від нього композиторів, таких як Ф. Мендельсон і К. -М. Вебер.
У XIX столітті його ім'я було поступово забуто; Роберт Шуман, наприклад, говорив, що «у своїй творчості він залишається далеко позаду батька». У той же час Йоганнес Брамс високо цінував його твори і навіть видав деякі з них. Нове життя творінь Карла-Філіппа-Емануеля почалося в 1960-х роках, коли Гельмут Кох вивчив і записав його симфонії, а Гуго Руф записав його клавірні сонати. У цей час Міклошем Шпаньї і шведською компанією звукозапису BI здійснюється спроба випустити повне зібрання записів його творів.